# 大朱雀
大朱雀（学名：Carpodacus rubicilla）为雀科朱雀属的鸟类。分布于蒙古、塔吉克斯坦及其以南地区以及中国大陆的新疆、甘肃、青海、西藏等地，一般栖息于海拔000m 以上的山区、冬季也不低于海拔1000m 以下的山谷以及喜栖于草地、草甸、山坡岩壁、稀疏荆棘的石砾堆及溪边灌丛中。该物种的模式产地在高加索山脉。

## 亚种
- 大朱雀新疆亚种（学名：Carpodacus rubicilla kobdensis）。分布于俄罗斯、蒙古以及中国大陆的新疆等地。该物种的模式产地在蒙古西北。[3]
- 大朱雀青藏亚种（学名：Carpodacus rubicilla severtzovi）。在中国大陆，分布于新疆、甘肃、祁连山、青海、西藏等地。该物种的模式产地在新疆莎车。[4]